# Nancy Grimm
Pour les articles homonymes, voir Grimm.
Nancy B. Grimm est une écologiste des écosystèmes américaine et professeure à l'Université d'État de l'Arizona. Les contributions substantielles de Grimm à la compréhension de la biogéochimie des écosystèmes urbains et arides sont reconnues dans ses nombreux prix. Grimm est membre élue de l'Union américaine de géophysique, de la Société américaine d'écologie et de l'Association américaine pour l'avancement des sciences.

## Formation
Grimm n'avait aucun intérêt à poursuivre une carrière ou une majeure en STIM, mais plutôt quelque chose à voir avec une langue étrangère. Cependant, après son premier cours d'écologie au Hampshire College (en), elle a décidé qu'elle voulait être écologiste. Grimm a obtenu son bachelor en 1978 du Hampshire College dans le Massachusetts. Grimm a obtenu sa maîtrise en 1980 et son doctorat en 1985 de l'Université d'État de l'Arizona. Grimm reconnaît des mentors clés tout au long de sa vie : Stan Gregory pour son inspiration en tant qu'étudiant de premier cycle au Hampshire College, Steve Carpenter pour avoir donné accès à de nouvelles opportunités et Jim Collins pour ses conseils une fois qu'elle est arrivée dans l'Université d'État de l'Arizona. 

## Recherche et carrière
Grimm est professeure à la School of Life Sciences et scientifique principale en développement durable à l'Arizona State University depuis 1990. Elle a été directrice du  programme de recherche écologique à long terme Central Arizona-Phoenix pendant près de deux décennies (1997-2016), qui se concentre sur l'étude du système socio-écologique (en) de la région métropolitaine de Phoenix. Actuellement, elle dirige un réseau de recherche sur le développement durable qui examine comment les zones urbaines réagissent aux événements météorologiques extrêmes. Grimm et son groupe de recherche se concentrent principalement sur les écosystèmes urbains et fluviaux, examinant les effets de la variation et du changement climatiques sur la fonction des écosystèmes. Le succès du programme de recherche de Grimm est mis en évidence dans les fonds de recherche de plus de 25 millions de dollars qu'elle a obtenus de la Fondation nationale pour la science. Ce financement a permis à Grimm de mener des recherches qui ont amélioré la compréhension du fonctionnement des écosystèmes à la lumière des perturbations - qu'il s'agisse de perturbations chroniques de l'urbanisation ou de la variabilité du débit dans un cours d'eau semi-aride et de la façon dont ces changements affectent le cycle d'éléments critiques (par exemple l'azote, le carbone et le phosphore).
Grimm est l'ancienne présidente de la Société américaine d'écologie (2005-2006) et de la North American Benthological Society (1999-2000, maintenant Society for Freshwater Science (en)). En plus de son poste à l'Arizona State, Grimm a travaillé en tant que directrice de programme pour la Fondation nationale pour la science (NSF) et a travaillé avec le programme américain de recherche sur le changement mondial en tant que scientifique principale. Grimm a travaillé aux côtés de 300 autres experts scientifiques pour rédiger l'Évaluation nationale du climat (en) en 2014. L'évaluation nationale du climat est une publication à laquelle le public, les agences fédérales et l'Académie nationale des sciences se réfèrent pour en savoir plus sur les changements qui se sont déjà produits en raison du changement climatique ainsi que sur ce qui est attendu en raison du changement climatique. changer dans le futur. 
Grimm a travaillé en tant que directrice du programme de mentorat de premier cycle en biologie environnementale de l'Arizona State University entre 1993 et 1998 dans le but d'augmenter le nombre d'étudiants dans les groupes sous-représentés intéressés par l'écologie. Pendant son séjour à l'Arizona State University, elle a été le mentor de 42 universitaires diplômés, 29 universitaires post-doctoraux et 41 chercheurs universitaires de premier cycle.

## Prix et distinctions
Nancy a reçu l'Arizona State University Faculty Achievement Award pour ses recherches en 2010. Elle a reçu ce prix en raison de ses recherches sur l'écologie urbaine et des études qui se concentrent sur le choc entre l'interaction humaine et la réponse environnementale.
- Écologiste émérite, Université d'État du Colorado Graduate Program in Ecology, 2004
- Écologiste distingué, Université d'État de l'Utah Ecology Program, janvier 2003
- Prix d'excellence en recherche de la Journée des fondateurs, Université d'État de l'Arizona Alumni Association, 2010
- Conférencier inaugural Minshall, Université d'État de l'Idaho, 2007 [7]
- Membre, Association américaine pour l'avancement des sciences, 2008 [8]
- Distinguished Scientist Award, American Institute of Biological Sciences (en), 2011
- Prix du directeur pour l'intégration collaborative, Fondation nationale pour la science, 2012
- Membre, Société américaine d'écologie, 2012 [9]
- Éminent écologiste, Station biologique de Kellogg (en), juin 2015[10]
- Conférencier inaugural William Mitsch, Université de Notre-Dame-du-Lac, octobre 2015
- Écologiste distingué, Marine Biological Laboratory Ecosystems Center, octobre 2015 [11]
- Maître de conférences Jenner, Université de Caroline du Nord, avril 2015
- Eugene et Bill Odum Lecturer, Université de Géorgie, avril 2015 [12]
- Membre, Union américaine de géophysique, 2017 [13]
- Membre, Académie nationale des sciences, 2019 [14]

## Publications
Nancy Grimm a publié plus de 110 publications évaluées par des pairs et a été citée des milliers de fois. Vous trouverez ci-dessous une liste de ses dix articles les plus cités (à l'automne 2018). 
1. Changement global et écologie des villes [16]
2. Impacts du changement climatique global aux États-Unis [17]
3. Points chauds biogéochimiques et moments chauds à l'interface des écosystèmes terrestres et aquatiques [18]
4. Approches intégrées des études à long terme des systèmes écologiques urbains : les systèmes écologiques urbains présentent de multiples défis aux écologistes : impact humain omniprésent et hétérogénéité extrême des villes, et nécessité d'intégrer les approches, les concepts et la théorie sociaux et écologiques [19]
5. Dénitrification des cours d'eau à travers les biomes et sa réponse à la charge anthropique de nitrate [20]
6. Succession temporelle dans un écosystème fluvial désertique à la suite d'une crue éclair [21]
7. Vers une compréhension écologique de la fixation biologique de l'azote[22]
8. La socioéconomie est le moteur de la diversité végétale urbaine[23]
9. Une biogéochimie urbaine distincte[24] ?
10. Une nouvelle écologie urbaine : la modélisation des communautés humaines en tant que parties intégrantes des écosystèmes pose des problèmes particuliers pour le développement et l'expérimentation de la théorie écologique [25]